# DBX (compander)
Col nome DBX (in lettere maiuscole) si indica una famiglia di sistemi di riduzione del rumore che prendono il nome dalla ditta produttrice, la dbx, Inc. (quest'ultima in lettere minuscole).
Fanno parte di questa famiglia il DBX Type I e il DBX Type II, usati entrambi nelle registrazioni su nastro magnetico (il primo solo in campo professionale, con velocità di scorrimento del nastro di 38 cm/s o superiori). Il DBX Type II è stato adottato anche con i 33 giri, mentre il DBX Type I è stato usato anche nella registrazione digitale (prima della conversione analogico-digitale) con una risoluzione di 16 bit e frequenza di campionamento di 40 kHz minime (ad esempio, su DAT a 16 bit/48 kHz) con il fine di aumentare la dinamica registrabile.
Un sistema simile al DBX Type II è usato per registrare il suono hi-fi nei videoregistratori VHS. Infine un particolare sistema DBX, noto come DBX-TV, è parte del sistema MTS con cui viene trasmesso il suono stereo hi-fi delle trasmissioni televisive (analogiche) negli Stati Uniti.

## Storia
I sistemi DBX Type I e DBX Type II sono costituiti da un compressore e un espansore di dinamica (detto anche compander) con rapporto di compressione e espansione fisso, che agisce su tutta la banda audio. Sono stati inventati da David E. Blackmer, fondatore della dbx, Inc. e immessi sul mercato nel 1971 (il Type I) e nel 1981 (il Type II).
I DBX appartengono alla famiglia dei riduttori di rumore cosiddetti complementari, che richiedono cioè un processo del segnale in fase di registrazione (o trasmissione) e un processo complementare in fase di riproduzione (o ricezione).
Normalmente disponibili come unità esterne (Type I e Type II), sono anche stati inseriti (solo il Type II), come schede a componenti discreti o come circuiti integrati, in diversi registratori a cassette hi-fi di gamma alta, oltre che in registratori multitraccia, sempre a cassette, che hanno avuto una certa diffusione anche in Italia nella prima metà degli anni '80.  Espansori (senza la sezione di compressione) DBX Type II hanno anche equipaggiato diversi mangianastri portatili o abbinati ad autoradio, per la sola riproduzione di cassette registrate (si tratta comunque di apparecchi che in Italia non hanno avuto mercato).
I DBX disponibili come unità separate erano normalmente in configurazione stereofonica a due canali e precisamente erano costituiti da due compressori e due espansori identici per ciascuno dei canali. Pertanto erano in grado di comprimere e di espandere simultaneamente, e quindi consentivano di monitorare la registrazione quando si usavano registratori con tre testine.
Dal 2003 le unità esterne DBX (Type I e Type II) non sono più in produzione. Il DBX Type II è invece tuttora incorporato in alcuni registratori multitraccia.

## Principio di funzionamento
I sistemi di riduzione di rumore complementari in fase di registrazione alzano il livello dei suoni deboli (almeno nella gamma di frequenze che interessa) in modo che, registrati a livelli più alti, mascherino maggiormente il rumore introdotto dal sistema di registrazione (ad esempio il rumore di fondo del nastro magnetico). In fase di riproduzione il livello viene riabbassato al valore originale.
Nel caso dei DBX Type I e Type II quanto detto viene ottenuto comprimendo la dinamica del segnale con un rapporto di 2:1 (quindi, ad esempio, un segnale con una gamma dinamica di 100 dB avrà, dopo la compressione, una gamma dinamica di 50 dB) prima che questo venga registrato su un mezzo (nastro magnetico, vinile) che introduce rumore. In riproduzione la dinamica del segnale viene espansa con un rapporto di 1:2, così da ripristinare la gamma dinamica originale. Il rumore introdotto dal sistema di registrazione viene così notevolmente ridotto. Inoltre, la gamma dinamica registrabile risulta raddoppiata rispetto a quella che il sistema di registrazione consentirebbe. Ciò permette, ad esempio, di registrare su un'audiocassetta brani con una gamma dinamica intorno ai 100 dB, paragonabile a quella dei CD audio (che è di 96 dB). Nella figura sono mostrate le funzioni di trasferimento fra ingresso (asse delle ascisse) e uscita (asse delle ordinate) del DBX durante la fase di compressione (in giallo) e di espansione (in rosso).
Il sistema Type II, usato in ambito non professionale, sottopone il segnale a un'enfasi di circa 12 dB sopra i 500 Hz, facendolo poi passare in un amplificatore controllato in tensione (VCA). La tensione che controlla il VCA è fornita da un rettificatore, la cui uscita è proporzionale al valore efficace del segnale enfatizzato. Nella fase di riproduzione il segnale subisce un trattamento di espansione e di deenfasi complementare.

## Artefatti
Le variazioni di livello introdotte dalla compressione ed espansione dinamica innalzano e abbassano, oltre il livello del segnale, anche quello del rumore di fondo; esso può diventare maggiormente evidente nei passaggi più quieti, provocando un fenomeno descritto in gergo come "breathing" effect. L'enfasi sulle alte frequenze, prima della compressione, e la successiva deenfasi in riproduzione, dopo l'espansione, riduce quest'effetto; tuttavia il sistema DBX, che rispetto al concorrente del tempo Dolby B attua in modo più drastico il processo di compressione ed espansione, soffre maggiormente di questo fenomeno.

## La vittoria del Dolby B
Nonostante la sua grande efficacia come riduttore di rumore e nonostante consentisse registrazioni, anche su cassetta, con un'ampia gamma dinamica, il DBX non ebbe una grande fortuna sul mercato dell'elettronica di consumo (ebbe un maggiore impiego in ambito professionale e, anche se per pochi anni, nel mercato hi-fi), dal momento che una registrazione DBX richiedeva necessariamente un apparecchio dotato di DBX per poter essere riprodotta in modo accettabile. Infatti, a causa della grande enfasi e dell'ampia compressione dinamica applicate al segnale, la riproduzione con un apparecchio non dotato di DBX produceva un suono molto impoverito delle basse frequenze (essendo le alte frequenze estremamente enfatizzate) e con scarsa dinamica (a causa della compressione), quindi senza le caratteristiche di un suono ad alta fedeltà.
Quando fu inventato il DBX, d'altronde, era già presente sul mercato il sistema di riduzione del rumore Dolby B. Quest'ultimo, progettato per registratori domestici a bobine con velocità di 9,5 cm/s (cui di solito veniva collegato come unità esterna), era stato in breve tempo inserito (a componenti discreti o con un apposito circuito integrato) nella maggioranza dei registratori a cassette con velocità del nastro di 4,75 cm/s (ottenendo inoltre un enorme successo nel cinema, in una versione leggermente diversa – detta Dolby B modificato – che comprime il canale surround nel Dolby Stereo prima della sua codifica).
Anche il Dolby B aveva il suo punto debole: la necessità di una precisa calibrazione del livello del segnale durante la riproduzione (che, per inciso, non è mai stata possibile coi registratori a cassette, ma solo con costose unità esterne), per evitare una non corretta riproduzione delle alte frequenze. Ma a questo punto debole si accompagnava un punto di forza decisivo: una registrazione in Dolby B poteva essere riprodotta anche con apparecchi che non ne erano dotati, ottenendo un segnale certo diverso dall'originale, ma ancora accettabile. Fu essenzialmente per questo motivo che il Dolby B soppiantò il DBX.

## I 33 giri DBX
Il DBX è stato usato, seppur per breve tempo, anche coi 33 giri, chiamati dischi DBX. 
Rispetto ai normali 33 giri i rumori di fondo estranei alla registrazione originale, inclusi quelli dovuti a polvere e a graffi, risultavano notevolmente ridotti, mentre la gamma dinamica registrabile risultava ovviamente ampliata. Per riprodurre questi dischi era necessario usare un espansore DBX. A questo scopo su diversi registratori a cassette di gamma alta era presente un commutatore che permetteva di usare l'espansore DBX interno per espandere segnali provenienti dall'esterno. Questo permetteva, a chi possedeva un simile registratore, di poter ascoltare un disco DBX senza dover acquistare un'unità DBX esterna: in altre parole, era il registratore stesso che fungeva da unità esterna DBX.